# Arkadiusz Skrzypaszek
Arkadiusz Skrzypaszek (* 20. April 1968 in Oświęcim) ist ein ehemaliger polnischer Sportler, der im Modernen Fünfkampf aktiv war. Er gehört zu den erfolgreichsten und bekanntesten Modernen Fünfkämpfern Polens.
Bei seiner ersten Olympiateilnahme bei den Spielen 1988 in Seoul belegte er im Einzelwettbewerb den 23. Rang, im Mannschaftswettkampf wurde er mit dem polnischen Team Zehnter. Vier Jahre später gewann er bei den Olympischen Sommerspielen 1992 in Barcelona sowohl im Einzelwettkampf als auch mit der Mannschaft eine Goldmedaille.
Ein Jahr vor seinem Olympiasieg war er 1991 in San Antonio Einzelweltmeister geworden. Mit der Mannschaft errang er bei den Weltmeisterschaften 1990 eine Bronze- sowie ein Jahr später eine Silbermedaille. Seinen einzigen nationalen Titel gewann er 1991.
Nach den Olympischen Spielen von Barcelona zog er sich vom aktiven Leistungssport zurück.